# 阿斯克站 (法国)
阿斯克站（法語：Gare d'Ascq）是法國國家鐵路的一座客运车站，位于上法兰西大区诺尔省阿斯克新城，法伊夫－拜雪铁路上。服务该站的有由里尔佛兰德站至比利时图尔奈站的TER列车和由里尔佛兰德站至比利时那慕尔站的IC列车。（二者皆由比利时国家铁路的AM96型电联车担当，一组车同时担当终到图尔奈的TER和终到那慕尔的IC）。该站位于里尔欧洲都会区内。